# No Mercy (2016)
No Mercy (2016) —pay-per-view шоу «No Mercy», що проводиться федерацією реслінгу WWE, в якому брали участь лише бійці арени SmackDown. Шоу відбулося 9 жовтня 2016 року в Голден 1-центр у місті Сакраменто (Каліфорнія), США.